# Amagerport
Amagerport var en af Københavns fire byporte. De tre andre byporte til København var Nørreport, Vesterport og Østerport.